# Tornei di tennis femminili indipendenti nel 1983
Nel 1983 la maggior parte dei tornei di tennis femminili facevano parte del Virginia Slims World Championship Series 1983 ma alcuni non erano inseriti in nessuno circuito.

## Gennaio
| Settimana | Torneo                                                                      | Vincitore            | Finalista     | Semifinalisti | Eliminati ai quarti |
| --------- | --------------------------------------------------------------------------- | -------------------- | ------------- | ------------- | ------------------- |
| gennaio   | New Zealand Championships 1983 Wellington, Nuova Zelanda Singolare - Doppio | Brenda Perry 6-4 6-2 | Linda Stewart |               |                     |
| gennaio   | New Zealand Championships 1983 Wellington, Nuova Zelanda Singolare - Doppio |                      |               |               |                     |

## Febbraio
| Settimana | Torneo                                                                                 | Vincitore               | Finalista      | Semifinalisti | Eliminati ai quarti |
| --------- | -------------------------------------------------------------------------------------- | ----------------------- | -------------- | ------------- | ------------------- |
| febbraio  | New South Wales Hard Court Championships 1983 Wollongong, Australia Singolare - Doppio | Janine Thompson 6-3 7-6 | Rebecca Bryant |               |                     |
| febbraio  | New South Wales Hard Court Championships 1983 Wollongong, Australia Singolare - Doppio |                         |                |               |                     |

## Marzo
| Settimana | Torneo                                                            | Vincitore                               | Finalista                      | Semifinalisti | Eliminati ai quarti |
| --------- | ----------------------------------------------------------------- | --------------------------------------- | ------------------------------ | ------------- | ------------------- |
| 6 marzo   | Carta Blanca Tournament 1983 Palm Springs, USA Singolare - Doppio | Martina Navrátilová 6-4 6-0             | Chris Evert                    |               |                     |
| 6 marzo   | Carta Blanca Tournament 1983 Palm Springs, USA Singolare - Doppio | Martina Navrátilová Chris Evert 7-5 6-3 | Bettina Bunge Billie Jean King |               |                     |
| 27 marzo  | Torneo di Wynnum 1983 Wynnum, Australia Singolare - Doppio        | Helen Davis 7-5 6-2                     | Linda Cassell                  |               |                     |
| 27 marzo  | Torneo di Wynnum 1983 Wynnum, Australia Singolare - Doppio        |                                         |                                |               |                     |

## Aprile
| Settimana | Torneo                                                                            | Vincitore                  | Finalista      | Semifinalisti | Eliminati ai quarti |
| --------- | --------------------------------------------------------------------------------- | -------------------------- | -------------- | ------------- | ------------------- |
| 4 aprile  | Queensland Hard Court Championships 1983 Townsville, Australia Singolare - Doppio | Rebecca Bryant 7-5 6-7 6-3 | Natalia Leipus |               |                     |
| 4 aprile  | Queensland Hard Court Championships 1983 Townsville, Australia Singolare - Doppio |                            |                |               |                     |
| 4 aprile  | Central Queensland Championships 1983 Rockhampton, Australia Singolare - Doppio   | J. Hardman 7-6 6-2         | K. Peach       |               |                     |
| 4 aprile  | Central Queensland Championships 1983 Rockhampton, Australia Singolare - Doppio   |                            |                |               |                     |
| 4 aprile  | Darling Downs Championships 1983 Toowoomba, Australia Singolare - Doppio          | Paula Kelly 7-5 7-5        | T. Melia       |               |                     |
| 4 aprile  | Darling Downs Championships 1983 Toowoomba, Australia Singolare - Doppio          |                            |                |               |                     |
| 16 aprile | Norwich Tournament 1983 Norwich, Gran Bretagna Singolare - Doppio                 | Brasher 7-5 6-7 6-4        | A. Brown       |               |                     |
| 16 aprile | Norwich Tournament 1983 Norwich, Gran Bretagna Singolare - Doppio                 |                            |                |               |                     |

## Maggio
| Settimana | Torneo                                                                               | Vincitore                       | Finalista                    | Semifinalisti | Eliminati ai quarti |
| --------- | ------------------------------------------------------------------------------------ | ------------------------------- | ---------------------------- | ------------- | ------------------- |
| 1º maggio | Cumberland Hard Court Championships 1983 Hampstead, Gran Bretagna Singolare - Doppio | A. Brown 6-2 4-6 6-3            | Deborah Jevans               |               |                     |
| 1º maggio | Cumberland Hard Court Championships 1983 Hampstead, Gran Bretagna Singolare - Doppio |                                 |                              |               |                     |
| 15 maggio | Japan Tokyo Gunze Tournament 1983 Tokyo, Giappone Singolare - Doppio                 | Pam Shriver 6-2 6-2             | Tracy Austin                 |               |                     |
| 15 maggio | Torneo di Lee-on-Solent 1983 Lee-on-the-Solent, Gran Bretagna Singolare - Doppio     | Deborah Jevans 7-5 4-6 6-3      | Shirley Brasher              |               |                     |
| 15 maggio | Torneo di Lee-on-Solent 1983 Lee-on-the-Solent, Gran Bretagna Singolare - Doppio     |                                 |                              |               |                     |
| 15 maggio | Triumph International Exhibition 1983 Johannesburg, Sudafrica Singolare              | Chris Evert 6-3 6-3             | Andrea Jaeger                |               |                     |
| 22 maggio | LTA International 1983 Paddington, Gran Bretagna Singolare - Doppio                  | Sue Barker 6-3 6-2              | Rene Mentz                   |               |                     |
| 22 maggio | LTA International 1983 Paddington, Gran Bretagna Singolare - Doppio                  | Rene Mentz Elna Reinach 6-4 6-1 | Patricia Brailsford K. Lewis |               |                     |

## Giugno
| Settimana | Torneo                                                                        | Vincitore                                                                 | Finalista            | Semifinalisti | Eliminati ai quarti |
| --------- | ----------------------------------------------------------------------------- | ------------------------------------------------------------------------- | -------------------- | ------------- | ------------------- |
| 5 giugno  | Kent Championships 1983 Beckenham, Gran Bretagna Erba Singolare - Doppio      | Billie Jean King 6-4 6-3                                                  | Barbara Potter       |               |                     |
| 5 giugno  | Kent Championships 1983 Beckenham, Gran Bretagna Erba Singolare - Doppio      | Barbara Potter Sharon Walsh Billie Jean King Ilana Kloss titolo condiviso |                      |               |                     |
| 5 giugno  | Northern Championships 1983 Manchester, Gran Bretagna Erba Singolare - Doppio | Cathy Drury 7-6 7-6                                                       | Brenda Remilton-Ward |               |                     |
| 5 giugno  | Northern Championships 1983 Manchester, Gran Bretagna Erba Singolare - Doppio |                                                                           |                      |               |                     |

## Luglio
| Settimana | Torneo                                                          | Vincitore                      | Finalista                          | Semifinalisti | Eliminati ai quarti |
| --------- | --------------------------------------------------------------- | ------------------------------ | ---------------------------------- | ------------- | ------------------- |
| 9 luglio  | Irish Open 1983 Dublino, Irlanda Singolare - Doppio             | Kate Latham 4-6 6-2 6-3        | D. Freeman                         |               |                     |
| 9 luglio  | Irish Open 1983 Dublino, Irlanda Singolare - Doppio             | D. Freeman Kate Latham 6-0 6-2 | Sheila McInerny H. Lennon          |               |                     |
| 15 luglio | Swedish Open 1983 Båstad, Svezia Terra rossa Singolare - Doppio | Virginia Ruzici 6-2 6-2        | Carin Anderholm                    |               |                     |
| 15 luglio | Swedish Open 1983 Båstad, Svezia Terra rossa Singolare - Doppio | Dinu Murgo 6-2 4-6 6-4         | Catarina Lindqvist Maria Lindström |               |                     |

## Agosto
| Settimana | Torneo                                                                 | Vincitore                    | Finalista                                          | Semifinalisti | Eliminati ai quarti |
| --------- | ---------------------------------------------------------------------- | ---------------------------- | -------------------------------------------------- | ------------- | ------------------- |
| 6 agosto  | USTA Roanoke 1983 Roanoke, USA Singolare - Doppio                      | Calleja 6-0 6-1              | M. Brown                                           |               |                     |
| 6 agosto  | USTA Roanoke 1983 Roanoke, USA Singolare - Doppio                      |                              |                                                    |               |                     |
| 21 agosto | Tennis ai IX Giochi panamericani Caracas, Venezuela Singolare - Doppio | Gretchen Magers              | Gigi Fernández                                     |               |                     |
| 21 agosto | Tennis ai IX Giochi panamericani Caracas, Venezuela Singolare - Doppio | Gretchen Magers Louise Allen | Stati Uniti (bandiera) · non conosciuta (bandiera) |               |                     |

## Settembre
Nessun evento

## Ottobre
Nessun evento

## Novembre
| Settimana   | Torneo                                                                          | Vincitore                    | Finalista         | Semifinalisti | Eliminati ai quarti |
| ----------- | ------------------------------------------------------------------------------- | ---------------------------- | ----------------- | ------------- | ------------------- |
| novembre    | WTA Argentine Open 1983 Buenos Aires, Argentina Singolare - Doppio              | Ivanna Madruga-Osses 6-4 6-3 | Gonzalez-Locicero |               |                     |
| novembre    | WTA Argentine Open 1983 Buenos Aires, Argentina Singolare - Doppio              |                              |                   |               |                     |
| 13 novembre | Victorian Hard Court Championships 1983 Melbourne, Australia Singolare - Doppio | J. Ince 6-3 6-1              | R. Cash           |               |                     |
| 13 novembre | Victorian Hard Court Championships 1983 Melbourne, Australia Singolare - Doppio |                              |                   |               |                     |
| 15 novembre | Hong Kong Exhibition 1983 Hong Kong, Hong Kong Singolare                        | Martina Navrátilová 6-0 7-6  | Pam Shriver       |               |                     |

## Dicembre
| Settimana   | Torneo                                                       | Vincitore           | Finalista | Semifinalisti | Eliminati ai quarti |
| ----------- | ------------------------------------------------------------ | ------------------- | --------- | ------------- | ------------------- |
| 30 dicembre | Perth Championships 1983 Perth, Australia Singolare - Doppio | Jenny Byrne 6-1 6-0 | Shevlin   |               |                     |
| 30 dicembre | Perth Championships 1983 Perth, Australia Singolare - Doppio |                     |           |               |                     |